# Marienkirche (Neustadt-Glewe)

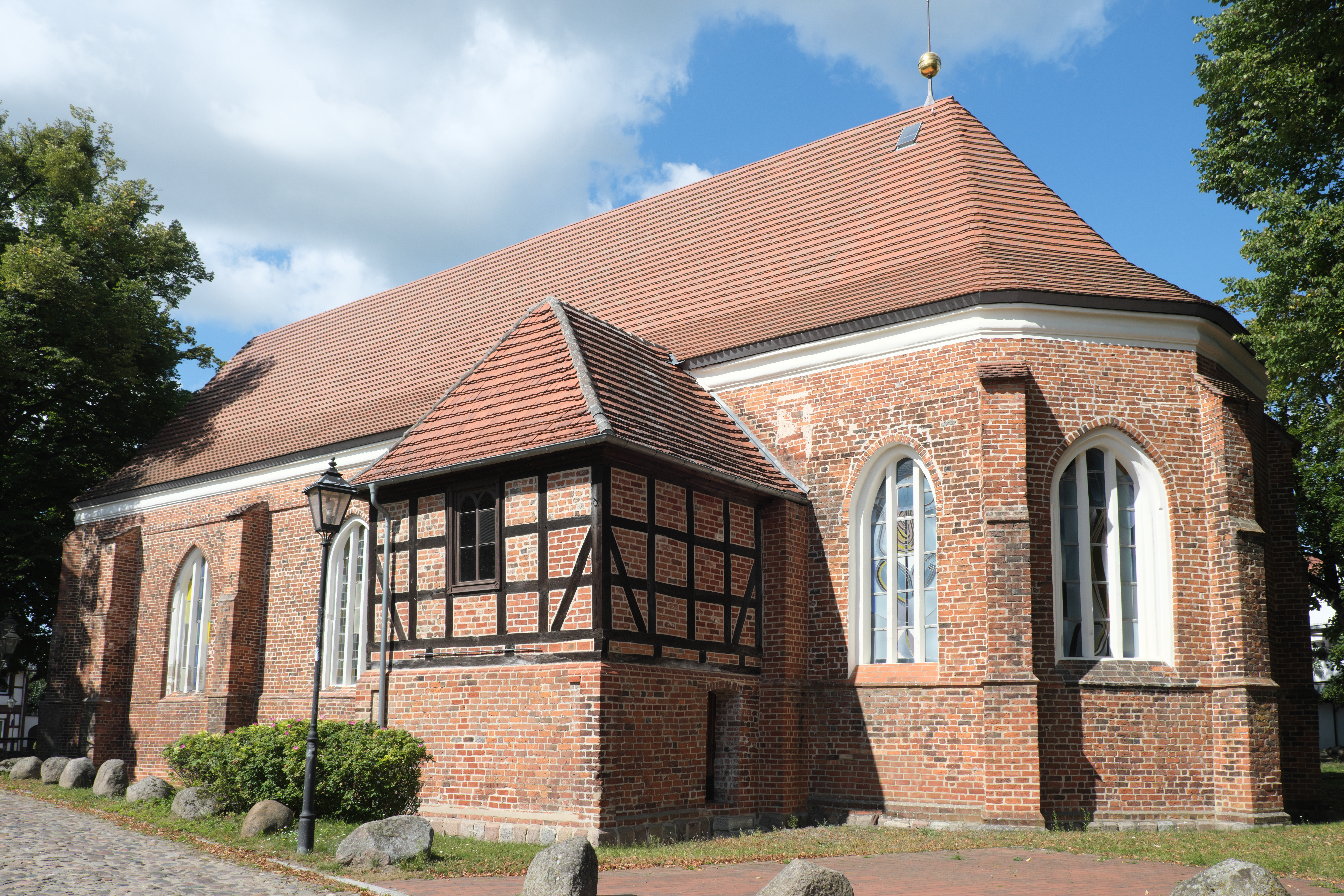
Marienkirche von Südosten (2023)

Die Marienkirche Neustadt-Glewe im Stadtkern von Neustadt-Glewe ist ein frühgotisches, turmloses und einschiffiges Backsteinbauwerk. Die Kirchengemeinde gehört zur Propstei Parchim im Kirchenkreis Mecklenburg der Evangelisch-Lutherischen Kirche in Norddeutschland (Nordkirche).

## Chronik und Beschreibung
Die im 14. Jahrhundert erbaute Marienkirche wurde danach vielfach verändert und umgestaltet. Der dreiseitige Ostschluss hat einen einfachen Westgiebel, der als Blendgiebel gestaltet wurde. Die äußeren Strebepfeiler mit den dazwischen liegenden spitzbogigen Fenstern prägen das Aussehen und stützten die früheren gotischen Wölbungen. Nach dem großen Stadtbrand von 1728 musste auch die Kirche auf den Grundmauern wieder aufgebaut werden. Heute hat die Kirche ein Satteldach und im Inneren eine gekehlte Flachdecke.
Die Kirchenglocke befindet sich in dem im 18. Jahrhundert errichteten Fachwerk-Nebengebäude.
Zur Inneneinrichtung der Kirche gehört die prächtige, hölzerne Kanzel von 1587. Sie wurde vom Lübecker Tönnies Evers d. J. ursprünglich für die Marienkirche in Wismar gefertigt und kam 1746 nach Neustadt-Glewe. Die Kanzel war schon in Wismar übermalt worden.
Die Brüstungen mit einem Renaissance-Ornament sind durch vorgestellte Säulen gegliedert. In den rundbogigen Nischen werden Christus und fünf Apostel dargestellt.
Der hölzerne Altar mit seinem heute separat an der Südwand der Kirche angebrachten Gemälde von der Kreuzabnahme stammt aus dem Barock. Der Maler war Johann Heinrich Suhrlandt, zu sehen ist die Kopie eines Bildes von Anthonis van Dyck. Der Vorgängeraltar, der ehemals aus Lübeck stammende gotische Neustädter Altar, wurde um 1420 bis 1435 vom Meister des Jakobialtars gefertigt. Er befindet sich seit 1841 im Staatlichen Museum Schwerin.

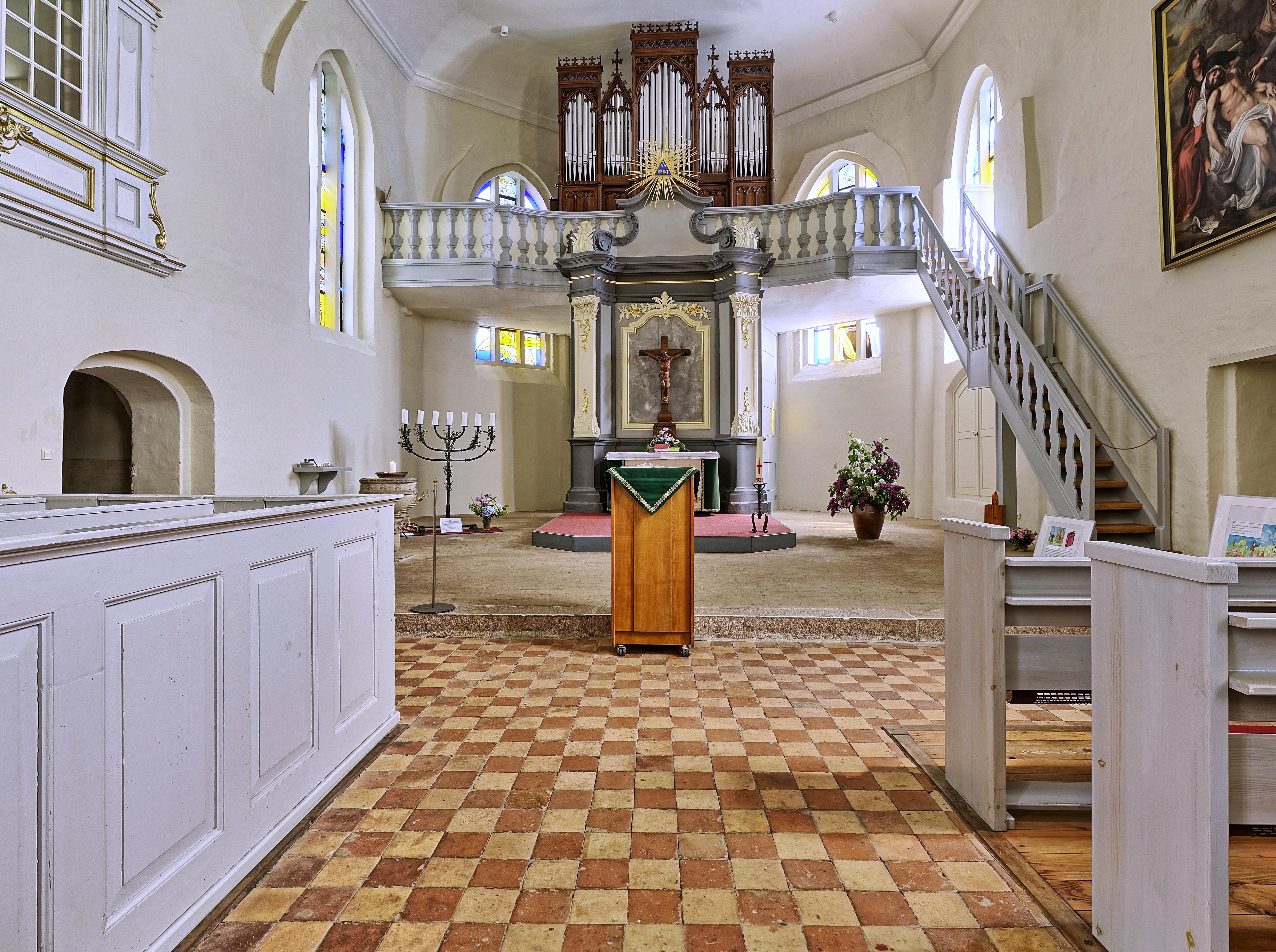
Innenansicht mit Blick zum Altar und zur Orgel (2022)
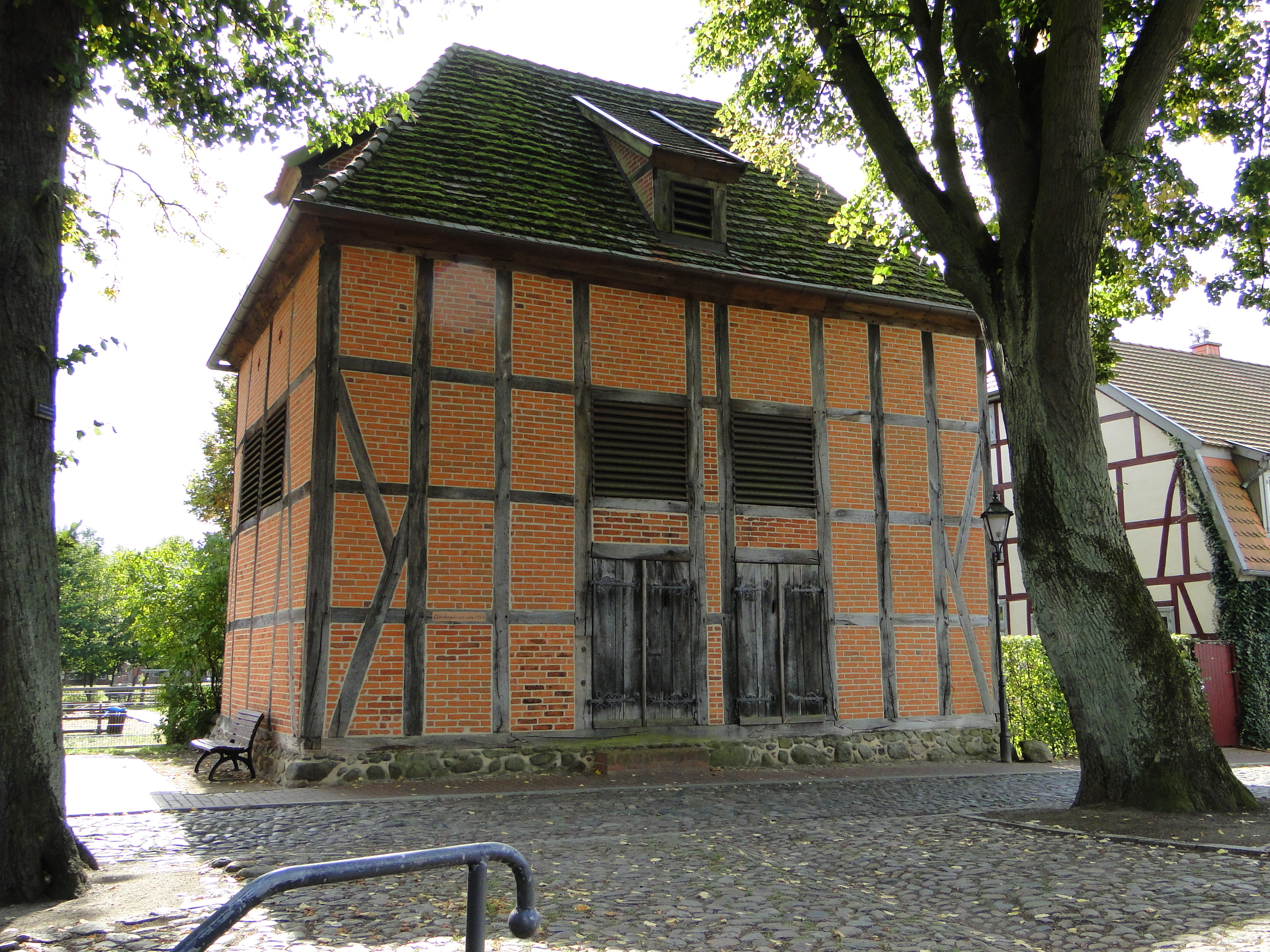
Glockengebäude
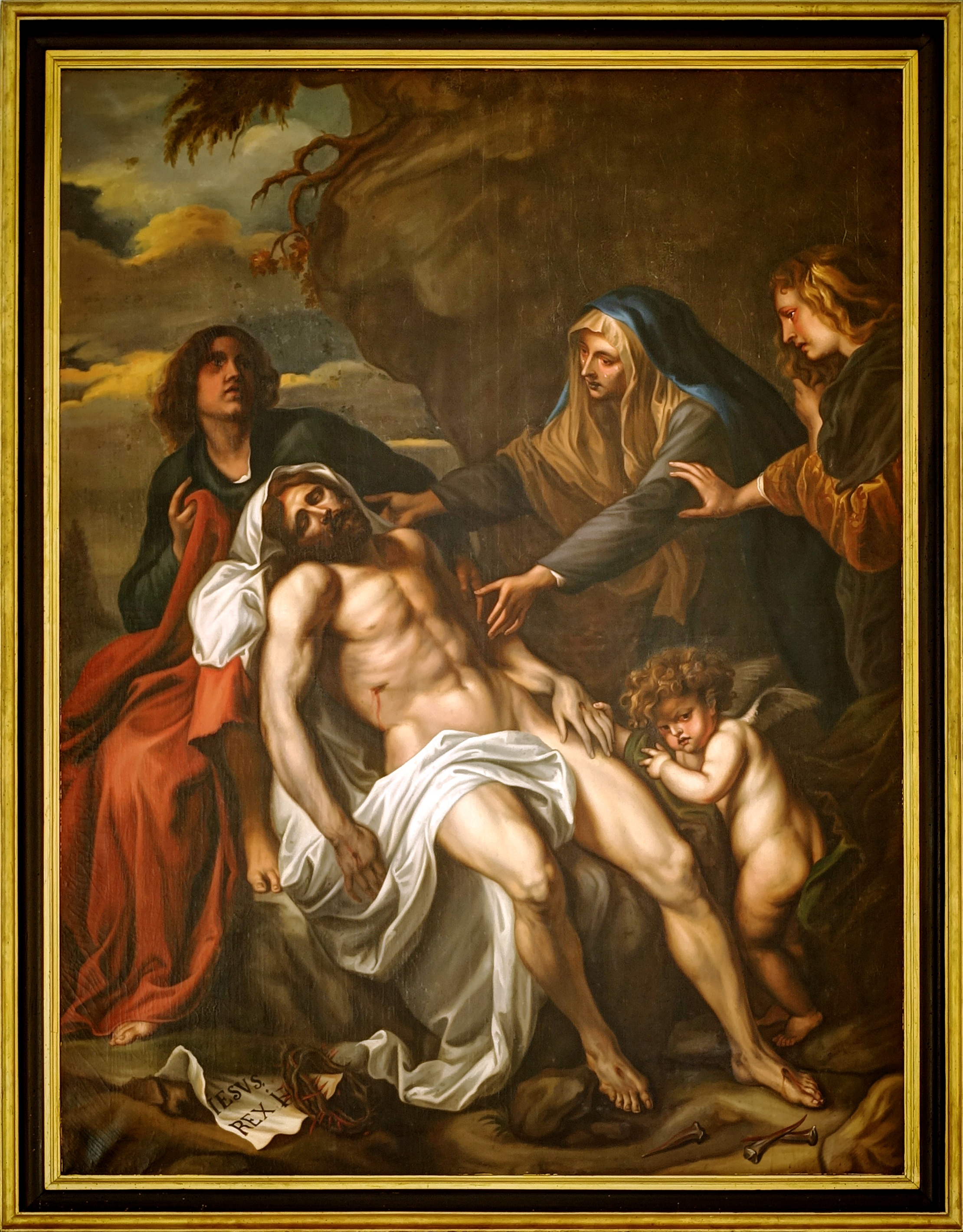
„Die Beweinung Christi“ von J. H. Suhrlandt
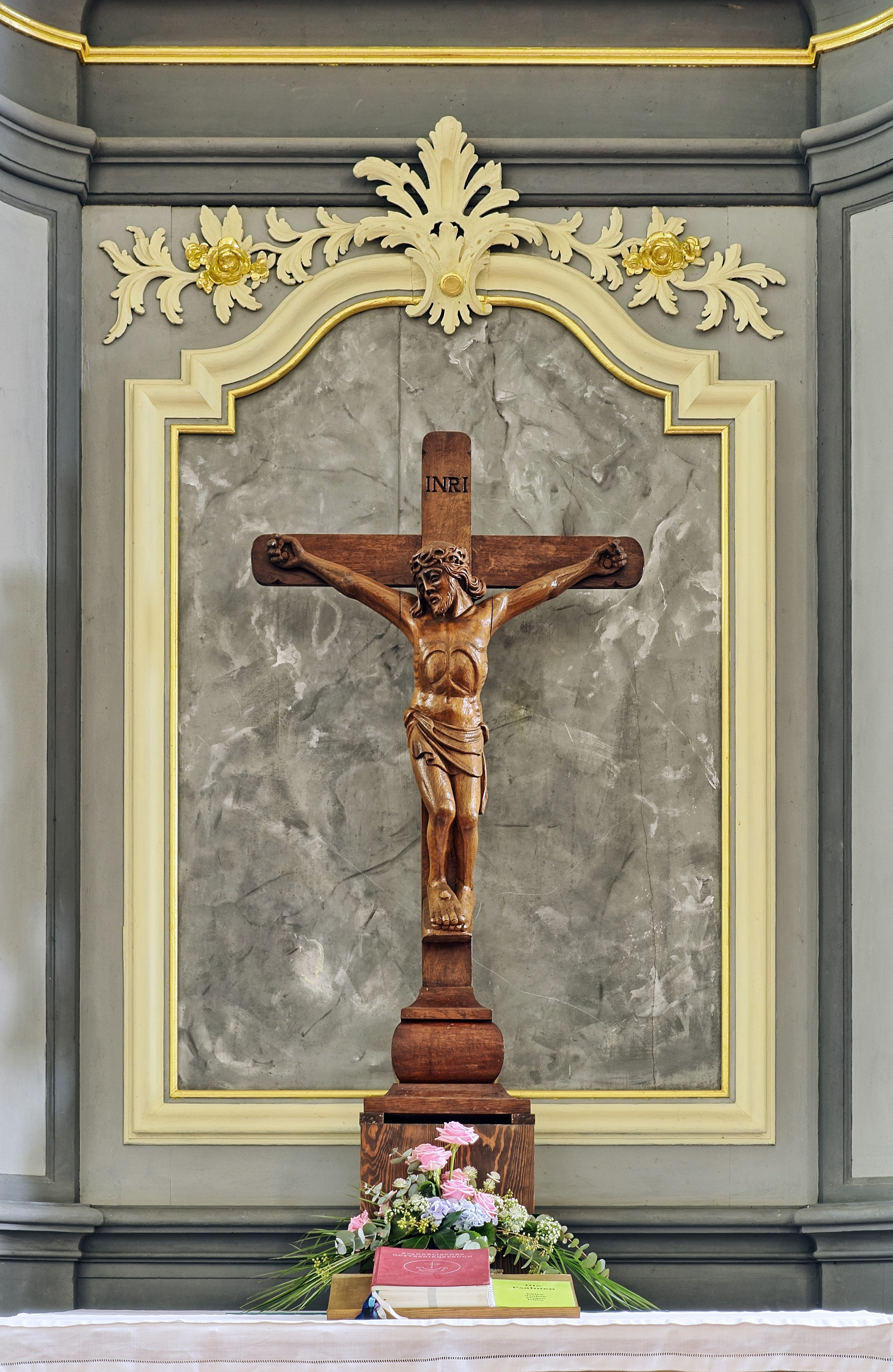
Altarkreuz
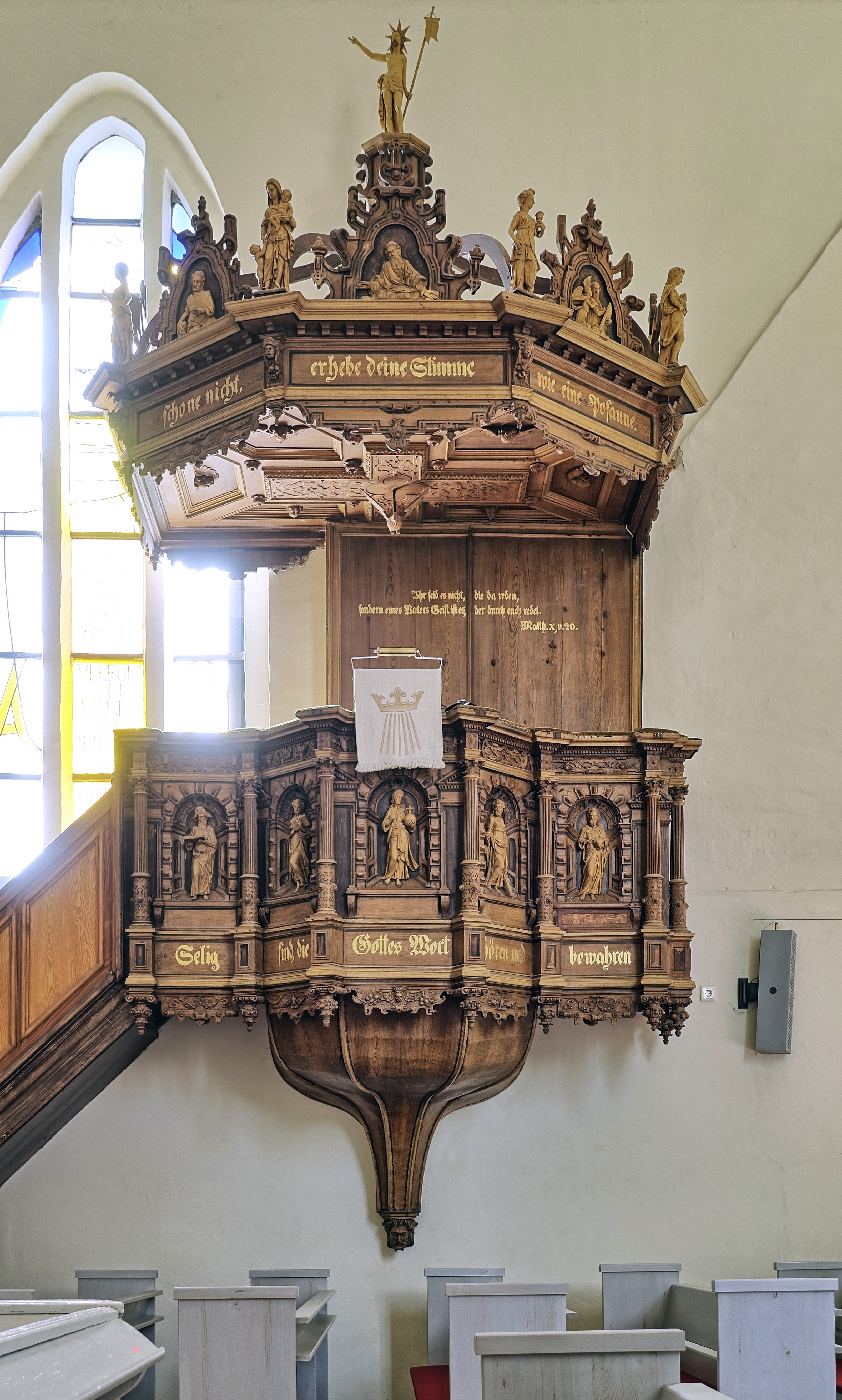
Hölzerne Kanzel von T. Evers d. J.

## Orgel

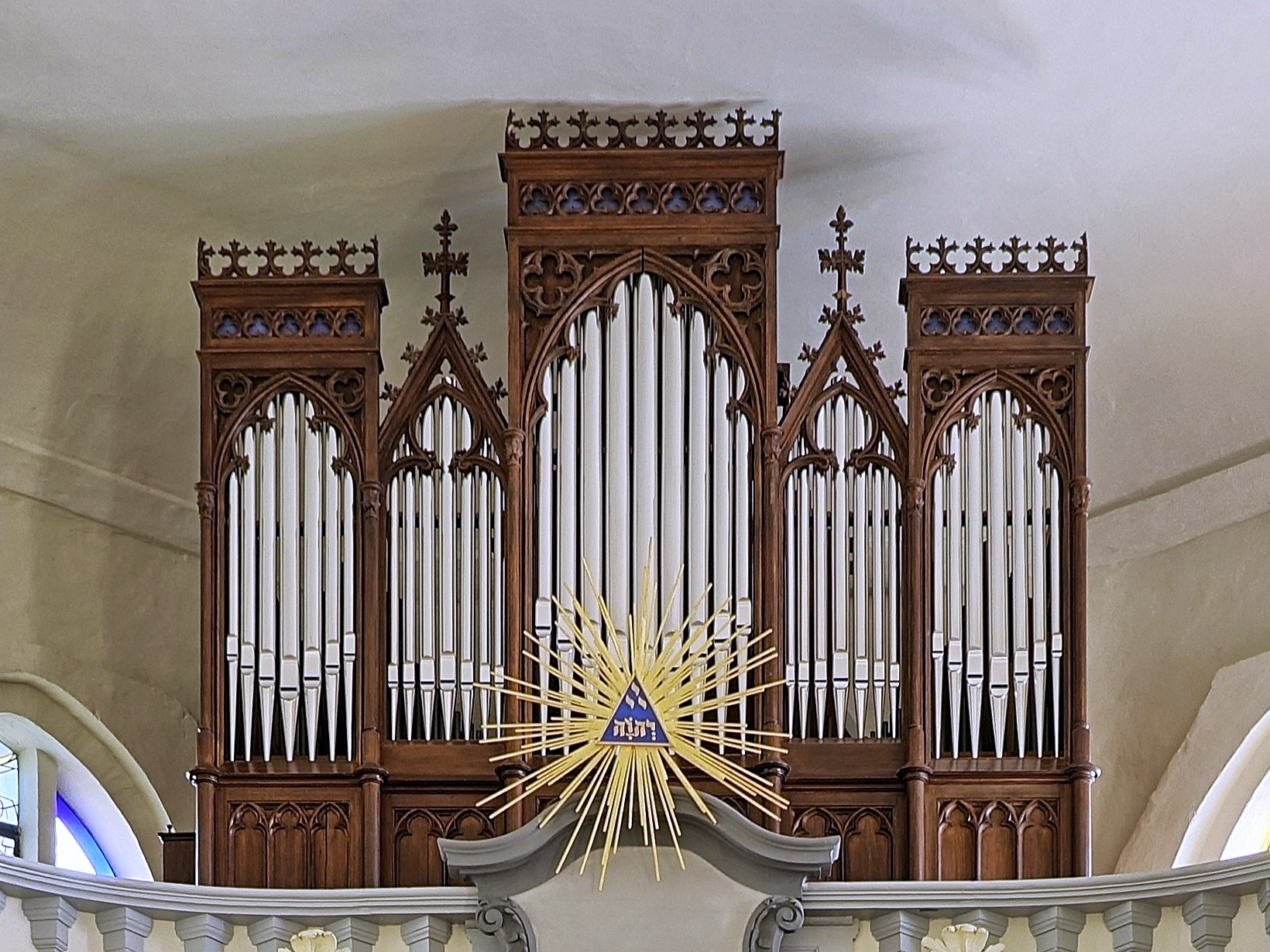
Die Orgel von Friedrich Albert Mehmel

Die Orgelempore über dem Altar entstand um 1770 im Zusammenhang mit dem Bau einer Orgel durch Paul Schmidt (Rostock). Die heutige Orgel von Friedrich Albert Mehmel stammt aus dem Jahr 1873 und wurde 1996 und 2019 restauriert. Der Spieltisch befindet sich linksseitig. Die Registerzüge (Manubrien) sind links und rechts von sowie über der Spieltischnische angebracht. Die Balganlage befindet sich ebenerdig hinter dem Altar. Einige Teile der Orgel wurden in der ehemaligen Winzer-Werkstatt von Wismar hergestellt, die Mehmel als Filiale erworben hatte.
Bei der Restaurierung 2019 durch Orgelbau Sauer wurden u. a. alle Metallpfeifen ausgebaut und repariert, Maßnahmen gegen den Holzwurm ergriffen sowie die Trakturen und der Doppelfaltenmagazinbalg überarbeitet. Außerdem erhielt die Orgel neue Prospektpfeifen aus Zinn und wurde neu gestimmt und intoniert. Die Disposition lautet:
| I Manual C–f3 |                               |     |
| 1.            | Bordun                        | 16′ |
| 2.            | Principal                     | 8′  |
| 3.            | Hohlflöte                     | 8′  |
| 4.            | Viola di Gamba                | 8′  |
| 5.            | Octave                        | 4′  |
| 6.            | Progressio harmonica I-II-III |     |

| II Manual C–f3 |                 |    |
| 7.             | Geigenprincipal | 8′ |
| 8.             | Gedackt         | 8′ |
| 9.             | Salicional      | 8′ |
| 10.            | Flauto dolce    | 4′ |

| Pedal C–d1 |                            |     |
| 11.        | Subbaß                     | 16′ |
| 12.        | Flötenbaß                  | 8′  |
|            | (ursprünglich Principalbaß | 8′) |

- Koppeln: II/I, I/P
- Traktur: Schleifladen, vollmechanisch
- Weitere Hilfszüge: Calcantenruf, Evacuant (Entleerung der Bälge nach Spielende)